# Тітіріджі бамбуковий
Тітірі́джі бамбуковий (Hemitriccus obsoletus) — вид горобцеподібних птахів родини тиранових (Tyrannidae). Мешкає в Бразилії та Аргентині.

## Підвиди
Виділяють два підвиди:
- H. o. obsoletus (Miranda-Ribeiro, 1905) — південно-східна Бразилія (від Ріо-де-Жанейро до сходу Сан-Паулу);
- H. o. zimmeri Traylor, 1979 — південна Бразилія і схід аргентинської провінції Місьйонес.

## Поширення і екологія
Бамбукові тітіріджі живуть у вологих рівнинних і гірських тропічних лісах та в бамбукових заростях. Зустрічаються на висоті від 500 до 2300 м над рівнем моря.